# 交響曲 (ジークフリート・ワーグナー)
交響曲ハ長調（Symphonie in C-dur）は、ジークフリート・ワーグナーにより作曲された交響曲。1925年に一旦完成され、1927年に第2楽章の第2稿が書かれた。
父であるリヒャルト・ワーグナーの影響は、ライトモティーフの技法にみられる。しかし、和声やオーケストレーションなどは、父よりも、直接の作曲の師であるエンゲルベルト・フンパーディンクの影響が強い。作曲年代は1920年代であるものの、後期ロマン派の流れを汲んだ作品である。

## 楽曲構成
第1楽章
4分の3拍子、イ短調の序奏で始まる。やや行進曲風の音楽はホ短調を通ってト短調の主部に入り、フルートによって軽やかな第1主題が奏される。序奏の動機がこれに答えるともう一度主題が現れ、確保されると、弦楽合奏によって美しく流れる第2主題が現れ、木管に受け渡される。しばらくすると突然序奏の動機から派生した輝かしく明るい旋律が現れる。これは第4楽章の主題となる。この主題がそれまでの主題と絡み合いながら金管群によって吹奏され、ユニゾンでハ音を叩き付けて終わる。
第2楽章
イ短調、4分の4拍子。この楽章には2つの版が存在する。1925年の「原典版」のイ短調のもの（上述）と、1927年に新たに作曲されたト長調のものである。原典版はゆったりとした旋律が弦楽によって奏でられ、クラリネットが憂鬱な表情を添える。やがてハ長調の第2主題がヴァイオリンに現れ、次第に厚みを増し、金管が咆哮するクライマックスをすぎ、次第に重く暗く沈んでティンパニの弱音の連打が聞こえてくると、ハープのアルペジオにのせてゆったりした旋律が現れ、イ長調の優しい和音で終わる。第2稿は調性がト長調の4分の2拍子に変更されている。弦楽器でゆったりとベートーヴェン風に開始されるが、直後の木管の音形や和声に父・リヒャルトの面影が見て取れる。短調へ転じて一つのクライマックスを形成すると、ホルンが、しっとりと明るい旋律を弦楽器の伴奏で吹き、冒頭の旋律がかえってくる。再び短調へ転じて大きな頂点を築くと、次第に力を減じて弦楽器と木管の対話となり、美しく明るい旋律が滔々と流れ、冒頭の旋律も現れ、優しい和音で終わる。
第3楽章
ホ長調、4分の3拍子のロンド。弦楽や木管で軽やかな主題が奏されると、ホルンが信号ラッパ風の旋律を吹き鳴らす。ロ短調に傾いだり、ニ長調に転じたりしながら曲は進み、フルート・ソロの先導でおだやかな終止となると見せかけて主題を全合奏で奏して終わる。
第4楽章
ハ短調、4分の4拍子。第1楽章の旋律が叩き付けるように現れ、弦楽器が忙しく動き回ると、リズミカルな旋律が登場し、弦楽器の刻みの上で高潮し、第1主題確保となる。弦楽器に変ホ長調でおだやかな主題が現れるも、金管のファンファーレに続いて木管主体のほの暗い行進曲となり、オーボエ・ソロなどを挟んで、弦楽器が動き回る上で金管が主題を吹奏し、次第に明るくなってゆく。第2主題も現れ、楽章冒頭が再現されると、転調を挟んでハ長調でトランペットが喜ばしく輝かしい旋律を吹き鳴らす。第1主題の付点リズムが打ち鳴らされ、ハ長調主和音に力強く終結する。